# Filozofia rzymska
Filozofia rzymska (filozofia starożytnego Rzymu) – filozofia uprawiana przez Rzymian. Włączana jest w okres filozofii starożytnej.
Do filozofii rzymskiej zalicza się dzieła pisane przez Rzymian aż do VI w. n.e. Podstawowym językiem tej filozofii była łacina, choć wiele dzieł powstało również w języku greckim. Zalicza się do niej również piszących po łacinie wczesnochrześcijańskich filozofów patrystycznych. 

## Filozofia rzymska a filozofia grecka

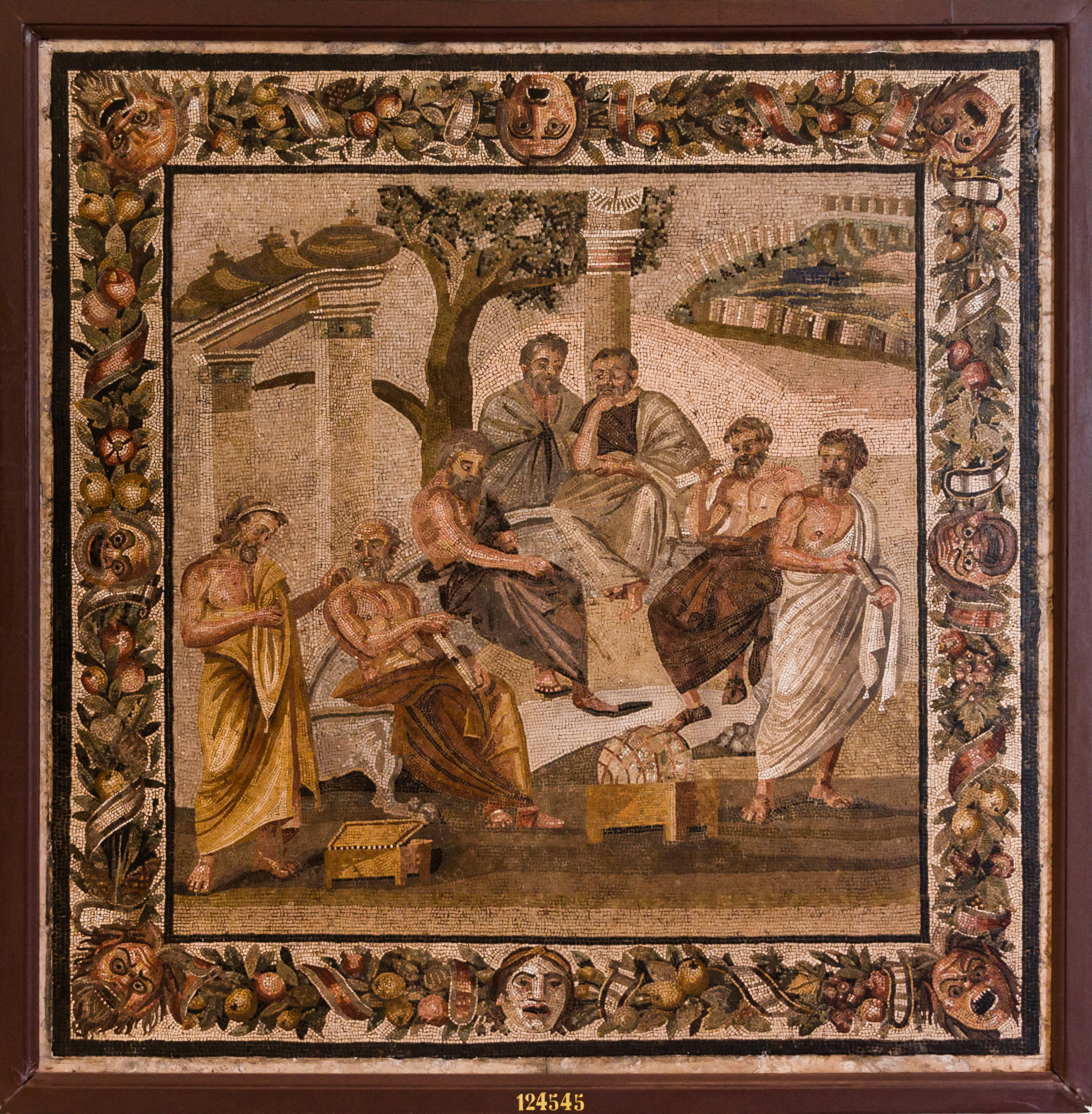
Przez całą historię starożytnego Rzymu głównym centrum kultury filozoficznej pozostawała Grecja. Na ilustracji: Akademia Platońska, rzymska mozaika z Pompei (I w. p.n.e.)

Kultury rzymska i grecka należały do jednego kontinuum i ich rozdzielenie jest w dużej mierze umowne, często oparte na języku (piśmiennictwo greckie i łacińskie). Filozofia przyszła do Rzymu z Grecji. Stamtąd pochodziła większość filozofów i nauczycieli, tam też wyjeżdżali na studia z filozofii Rzymianie. Nie było żadnego czysto rzymskiego nurtu filozoficznego. Sami Rzymianie nie postrzegali też uprawianej przez siebie filozofii jako tradycji odrębnej od greckiej. Popularność greckiej filozofii wśród klas wykształconych Rzymu tłumaczona jest też ubóstwem duchowym i intelektualnym rzymskiej religii, niezdolnej dać mocne podstawy do rozważania problematyki etycznej czy duchowej. Wielu filozofujących Rzymian pisało w języku greckim (Marek Aureliusz, Muzoniusz Rufus).
Filozofia rzymska pozostawała odroślą od filozofii greckiej, mniej rozwiniętą i bujną, zawsze też czerpiącą z greckich źródeł. Grecka filozofia pozostawała żywa pomimo podboju Grecji przez Rzymian. Takie popularne i szerokie nurty jak platonizm (w wydaniu Plutarcha), arystotelizm czy sceptycyzm rozwijane były przede wszystkim w języku greckim, a ich centrum intelektualnym była Grecja czy rzymski Wschód. Silne wzajemne powiązania ilustruje np. działająca od 244 r. n.e. w Rzymie neoplatońska szkoła Plotyna, Greka nauczającego (również rzymskich uczniów) w języku greckim. Inną postacią greko-rzymską był Frygijczyk Epiktet, piszący po grecku, działający w Rzymie, ale po wygnaniu zakładający stoicką szkołę w Nikopolis.

## Edukacja filozoficzna i filozofia potoczna
W II w. p.n.e. filozofia była traktowana jako kulturowo obcy Rzymowi element i odnoszono się do niej z wrogością. W I w. p.n.e. nastąpiło jednak zbliżenie z kulturą grecką i filozofia stała się istotną częścią kultury, przenikając także do myślenia potocznego. Studiowanie filozofii było od I w. p.n.e. niezbędnym elementem wykształcenia Rzymian z klas wyższych, choć wiedza ta była często dość powierzchowna.
Trzech wybitnych rzymskich filozofów (Cyceron, Seneka, Marek Aureliusz) było także czołowymi politykami swojej epoki, co nadało ich filozofii bardzo praktyczny wymiar, wzbogacając ją o doświadczenia działalności publicznej. 
Edukacja filozoficzna podzielona była na trzy działy: fizykę (filozofia przyrody i wiedza o świecie), etykę i logikę (obejmującą również wiedzę o języku, gramatykę i retorykę). Wielu pisarzy rzymskich odebrało taką filozoficzną edukację i wątki czy elementy filozoficzne można odnaleźć w ich dziełach (np. elementy stoicyzmu i epikureizmu w dziełach Horacego, Wergiliusza, Persjusza, Lukana, Gelliusza).
Już na dworze pierwszego cesarza, Oktawian August, utrzymywano dworskiego filozofa. W późniejszych latach filozofowie podlegali jednak represjom i byli z Rzymu wypędzani. Cesarz Marek Aureliusz, sam będąc filozofem, ustanowił w 177 r. n.e. w Atenach pensje dla czterech nauczycieli filozofii: platońskiej, arystotelejskiej, epikurejskiej i stoickiej. Dwie pierwsze szkoły szybko przyćmiły swoim znaczeniem epikureizm i stoicyzm.

## Historia

### Początki
Początkowo filozofia była uznawana za sprzeczną z kulturą rzymską, która miała być oparta na surowych cnotach republikańskich. Filozofowie działający w Republice rzymskiej byli kilkakrotnie z miasta wydalani (w latach 173, 161 i 155/156 p.n.e.). Greckie wpływy kulturowe, w tym m.in. sceptycyzm Karneadesa, wzbudzały gniew Katona Starszego. Poselstwo dwóch filozofów epikurejskich (nieznanych bliżej Aljakosa i Filiskosa) zostało wydalone z powodu zbytniej swobody obyczajów i zachęcania młodych do korzystania z przyjemności. Stopniowo jednak filozofia zaczęła się zakorzeniać w Rzymie. 
Pod koniec II w. p.n.e. w towarzystwie Scypiona Młodszego działał stoik Panajtios. W przeciwieństwie do innych greckich filozofów Panajtios dostrzegł w Rzymie wznoszącą potęgę i nowe wartości polityczne (odrodzenie się ideałów obywatelskich). Dostosował też grecki stoicyzm do umysłowości i wrażliwości Rzymian, nakierowując go bardziej ku celom praktycznym i indywidualnemu działaniu. Na przełomie II i I w. p.n.e. nauczali także filozofowie epikurejscy: Amafiniusz i Filodemos. Z ich kręgu pochodzą pierwsze filozoficzne teksty w języku łacińskim, znane obecnie jedynie z krytycznych uwag Cycerona. Cyceron krytykował popularny epikureizm za jego pochwałę wycofania się z życia publicznego, co było niezgodne z rzymską virtù (republikańską cnotą politycznego zaangażowania).

### Lukrecjusz i Cyceron

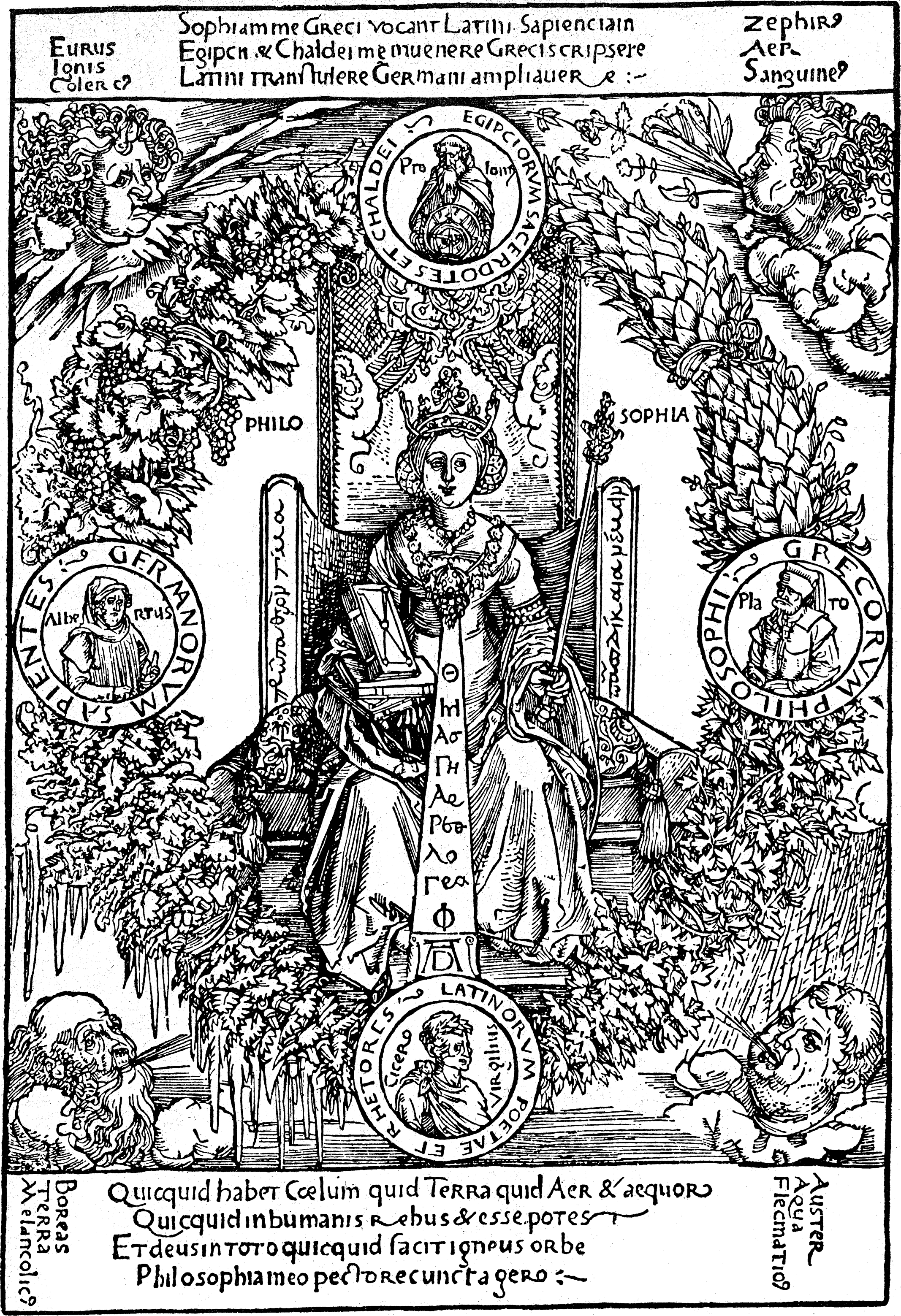
Personifikacja filozofii, drzeworyt Albrechta Dürera z 1502. Cyceron reprezentuje mądrość Rzymian (obok Platona reprezentującego Greków, Ptolemeusza reprezentującego Egipcjan i Alberta Wielkiego reprezentującego Niemców)

Pierwszym rzymskim filozofem, który osiągnął autentyczną wielkość, był Lukrecjusz, epikurejczyk żyjący w pierwszej połowie I w. p.n.e. Jego De rerum natura uważany jest za największy poemat filozoficzny wszech czasów. Wysoka forma literacka poematu spowodowała, że w czasach nowożytnych Lukrecjusza oceniano wyżej niż samego Epikura. Z kolei współcześni, przede wszystkim Cyceron, w ogóle nie uznawali go za filozofa. Poemat jest wyjątkowym połączeniem epikurejskiej filozofii przyrody (ze szczegółowo wyłożoną koncepcją atomizmu) z etyką i antropologią filozoficzną. Lukrecjusz pisał w wernakularnej łacinie i w dziele skarżył się na ubóstwo tego języka, niezdolnego do oddania niuansów epikureizmu.
Niewiele młodsza od Lukrecjusza i znacznie obfitsza jest twórczość Cycerona. 
Również Cyceron borykał się z nieprzystosowaniem ówczesnej łaciny do filozofowania. Często zmuszony był szukać nowych słów, najczęściej przez latynizację słów greckich czy tworzenie neologizmów (np. qualitas, essentia, perceptio, moralis). Przez łacinę stały się one częścią także słownictwa filozoficznego wielu języków nowożytnych
Cycerona zalicza się często do twórców eklektycznych. Największy wpływ na niego miał stoicyzm i Akademia, jednak nie w wydaniu platońskim, a późniejszym: skłaniająca się ku sceptycyzmowi Nowa Akademia, oraz dogmatyczna etyka Antiochusa. Na tej podstawie Cyceron stworzył syntezę, łączącą stoicką koncepcję wszechświata, w którym mieszkają i ludzie i bogowie, oraz rozwinął koncepcję prawa naturalnego.

### Stoicyzm
W początkach cesarstwa stoicyzm zaczął być kojarzony ze środowiskiem senatorów, niechętnych umacniającemu się jedynowładztwu i tęskniących do tradycji republikańskich. Jedną z czołowych postaci był Seneka Młodszy, nauczyciel i mistrz Nerona. Skazany przez niego na śmierć, popełnił samobójstwo, dając przykład wierności cnotom. Popularność stoicyzmu szybko rosła, również poza elitami władzy i kręgami zainteresowanymi filozofią. Jako nurt miał duży wpływ na rzymską kulturę (np. Persjusz i Lukan) oraz naukę (Marek Maniliusz).
W drugiej połowie I w. n.e. działali Rzymianin Muzoniusz Rufus (piszący po grecku), a na przełomie stuleci jego uczeń, frygijski wyzwoleniec Epiktet (który jest często opisywany jako filozof grecki). Padli oni ofiarą prześladowań, jakimi okresowo poddawali filozofów cesarze. Muzoniusza wygnał z Rzymu Neron (a powrócić pozwolił Wespazjan), natomiast wygnany przez Domicjana Epiktet założył w Nikopolis wpływową stoicką szkołę filozoficzną. W latach 161-180 cesarzem był Marek Aureliusz, mecenas filozofów, autor (pisanych dla siebie samego, po grecku) Rozmyślań. Ta rozpiętość pozycji społecznej wybitnych przedstawicieli tego nurtu – od byłego niewolnika Epikteta po cesarza Marka Aureliusza – pokazuje uniwersalny charakter stoicyzmu w Rzymie. 
Pisma rzymskich stoików podejmowały problematykę etyczną i psychologiczną, natomiast logika i fizyka, ważne dla wcześniejszych filozofów tego nurtu, miały charakter poboczny. Rzymskim wkładem w tę problematykę filozoficzną był problem relacji woli i władz poznawczych człowieka, najpełniej rozwinięty później przez Augustyna z Hippony. Podobnie jak inne szkoły filozoficzne cesarstwa, stoicyzm z czasem coraz bardziej nabierał zabarwienia spirytualistycznego i podejmował wątki religijne. Ze względu na konsekwentny materializm stoicyzmu stopniowo tracił jednak na atrakcyjności wśród współczesnych na rzecz bardziej uduchowionych nurtów (w szczególności neoplatonizmu) oraz nowych religii (chrześcijaństwa). Zmierzch stoicyzmu zaczął się po panowaniu Marka Aureliusza i w III w. n.e. zanikł on jako odrębny nurt filozoficzny.

### Platonizm
Od drugiej połowy II w. n.e. zaczyna się odnowienie platonizmu. Rozwój tego nurtu był związany z rosnącym zainteresowaniem duchowością i religijnością. Duże zainteresowanie budziły symbolizm, numerologia, alegorie. Najważniejsze dzieła platoników powstały w języku greckim i nie są opisane w tym haśle, chociaż niektórzy z wybitnych filozofów działali w stolicy cesarstwa (Plotyn, Porfiriusz). 

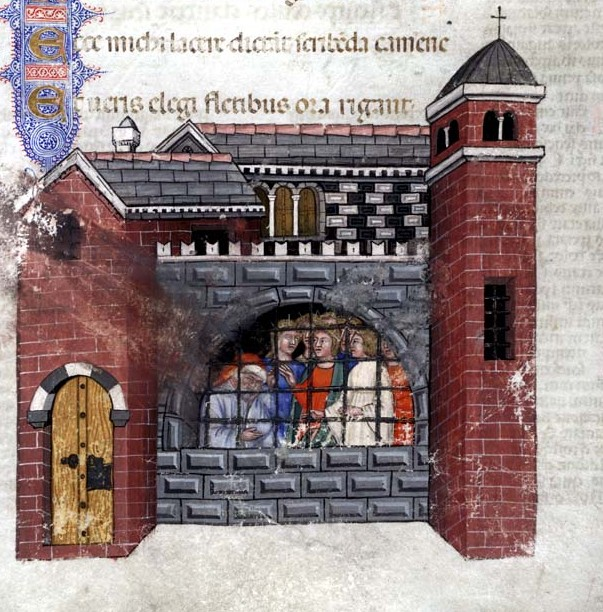
Boecjusz w więzieniu. Miniatura z rękopisu Consolatio Philosophiae z 1385.

Wybitnym medioplatonikiem rzymskim był Apulejusz z Madaury. Rzymianinem (pochodzącym z Etrurii) był Ameliusz, uważany za najwierniejszego ucznia Plotyna, i przez 24 lata przebywający w jego szkole w Rzymie, nim pod koniec życia udał się do Syrii.  
Późniejszą, niejednorodną grupę rzymskich filozofów stanowili tzw. neoplatonicy łacińskiego Zachodu (IV-V w.n.e.), którzy uproszczony platonizm łączyli z chrześcijaństwem. Należeli do nich: Chalcydiusz, Mariusz Wiktoryn, Ambrozjusz Teodozjusz Makrobiusz (autor Snu Scypiona), Marcjan Kapella i Boecjusz (autor O pocieszeniu, jakie daje filozofa). Jedynie Wiktoryn i Boecjusz starali się stworzyć rozbudowaną syntezę obu nurtów. Autorzy ci są pomostem między filozofią starożytną i średniowieczną i dzięki nim platonizm od początku odciskał piętno na tej epoce.

### Filozofia chrześcijańska

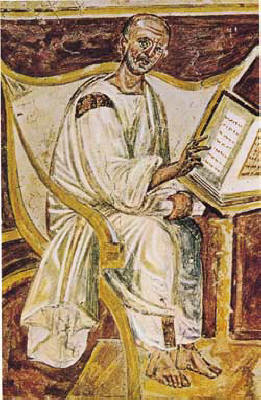
Najwcześniejszy znany portret Augustyna z Hippony. Fresk z VI w. n.e., Lateran, Rzym.

Chrześcijaństwo przez długi czas było wrogie filozofii, traktując ją jako część pogańskiego świata. Filozofia okresu cesarstwa wiązała się często z religiami wschodu czy z mistycyzmem lub była (jak stoicyzm) materialistyczna. Pierwsi myśliciele chrześcijańscy pojawili się w II w.n.e., początkowo w obszarze języka greckiego, choć niektórzy z nich (jak Justyn Męczennik) nauczali też w Rzymie. Autorzy ci podjęli się filozoficznej obrony chrześcijaństwa (stąd nazywani są apologetami), krytyki dotychczasowego dorobku filozoficznego z chrześcijańskiego punktu widzenia, starając się wskazać, co jest niezgodne z ich religią, a co daje się zgodnie z nią zachować. Ten okres rozwoju piśmiennictwa chrześcijańskiego nazywany jest okresem patrystycznym i rozciąga się aż do końca starożytności. W przeciwieństwie do wielu nurtów myśli starożytnych istnieje ciągłość intelektualna pomiędzy patrystyką, a myślą średniowieczną. 
W III w. w Rzymie łacina zastąpiła język grecki w liturgii. Wraz z tym zaczęła się rozwijać patrystyka zachodnia, do której zalicza się m.in. Tertuliana, Arnobiusza i Laktancjusza. Szczególnie wpływowe były pisma Tertuliana, wrogie pogańskiej filozofii, jednakże zwalczające ją argumentami i metodami przejętymi od filozofów i często nimi inspirowane. Tertulian i Laktancjusz pozostawali pod wpływem filozofii stoickiej, przygotowując grunt do chrystianizacji wątków stoickich, które znajdą kontynuację w filozofii średniowiecznej. W tym okresie pisano również prace, które miały poświadczać o łączności i zgodności filozofii i religii chrześcijańskiej. W IV w. powstała apokryficzna korespondencja Pawła z Tarsu z Seneką, powszechnie uznawana w średniowieczu za autentyczną. 
Najwybitniejszym rzymskim filozofem patrystycznym (a zarazem jednym z najwybitniejszych filozofów chrześcijańskich w ogóle) był Augustyn z Hippony. Twórczość Augustyna jest bardzo bogata i do dziś oddziałuje on na chrześcijaństwo. Pod względem filozoficznym zajmował się nie tylko kwestiami religijnymi i etycznymi (obecnymi również w pismach innych filozofów patrystycznych), ale również metafizyką i filozofią przyrody (m.in. problematyka czasu), antropologią i filozofią polityczną (dzieło Państwo Boże).

## Koniec filozofii rzymskiej
Filozofia rzymska w nurcie chrześcijańskim przetrwała upadek cesarstwa na Zachodzie i była jeszcze przez pewien czas uprawiana, zanim, wraz z głębokim upadkiem kultury i gospodarki w tzw. wiekach ciemnych, filozofia praktycznie zanikła w Zachodniej Europie. 
Ostatni z wybitnych filozofów, Boecjusz, tłumaczył na łacinę logiczne pisma Arystotelesa oraz interpretował je w duchu neoplatonizmu. Jego O pocieszeniu, jakie daje filozofia jest tekstem o wysokich walorach literackich, adresowanym do czytelników czujących swoją bezsilność w niepewnym świecie rządzonym przez okrutnych władców. Autor odnajduje ukojenie w filozofii i wierze w Boską opatrzność. Boecjusz starał się łączyć neoplatońską wiarę w Boską wszechwiedzę z ideą ludzkiej wolności. Boecjusz jest też bezpośrednim przekazicielem tradycji filozofii starożytnej średniowieczu (w szczególności: Arystotelesa, neoplatonizmu i myśli Posejdoniosa). 
Boecjusz został w 524/525 stracony z rozkazu króla Teodoryka. W 529 cesarz Justynian wydał edykt zabraniający nauczania filozofii i zamykający Akademię. W tym samym roku Benedykt z Nursji spisał regułę zakonu benedyktynów. Daty te można umownie uznać za koniec filozofii starożytnej.